# 航空機の一覧
航空機の一覧では、製造者もしくは設計者のアルファベット順に航空機を並べている。この一覧中では、ある航空機は必ずしも一度だけ出現するとは限らず、名称や愛称・型式・メーカー名などで知られているパターンが複数ある場合はそこでも出現することがある（例えば、DC-9はダグラスとマクダネル・ダグラスの両方で挙げられている）。
0-A •  B •  C •  D • E-H •  I-M •  N-Q •  R-S •  T-Z
3
A B C D E F G H I J K L M N O P Q R S T U V W X Y Z